# Lophothrix latipes
Lophothrix latipes är en kräftdjursart som först beskrevs av Thomas Scott 1894.  Lophothrix latipes ingår i släktet Lophothrix och familjen Scolecitrichidae. Inga underarter finns listade i Catalogue of Life.